# Karl Kehrle
Karl Kehrle ou Frère Adam, né à Mittelbiberach (Allemagne) le 3 août 1898 et mort à l'Abbaye de Buckfast (Angleterre) le 1er septembre 1996,  est un moine bénédictin allemand chargé des ruches de l'Abbaye de Buckfast, connu pour avoir réussi un nouvel hybride d'abeille résistante à une maladie causée par Acarapis woodi (maladie dite de l'Île de Wight). Cette abeille est connue entre les apiculteurs comme l'abeille Buckfast.

## Biographie

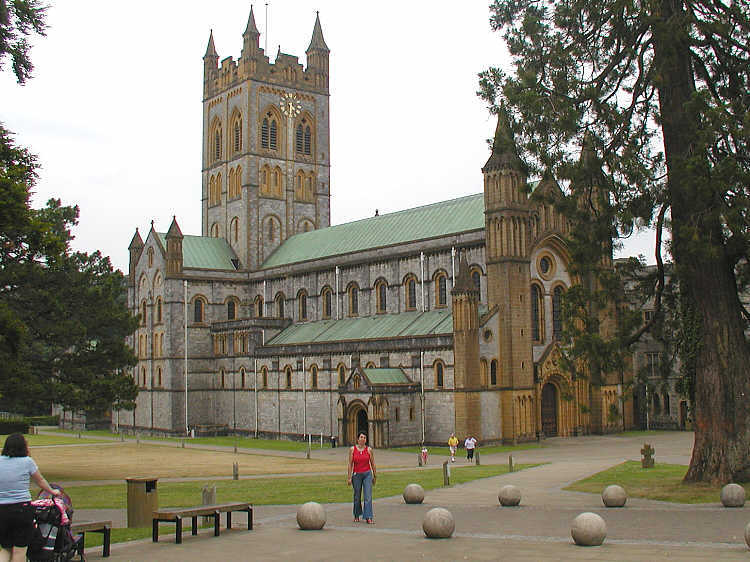
Abbaye de Buckfast, où le frère Adam a réalisé ses recherches

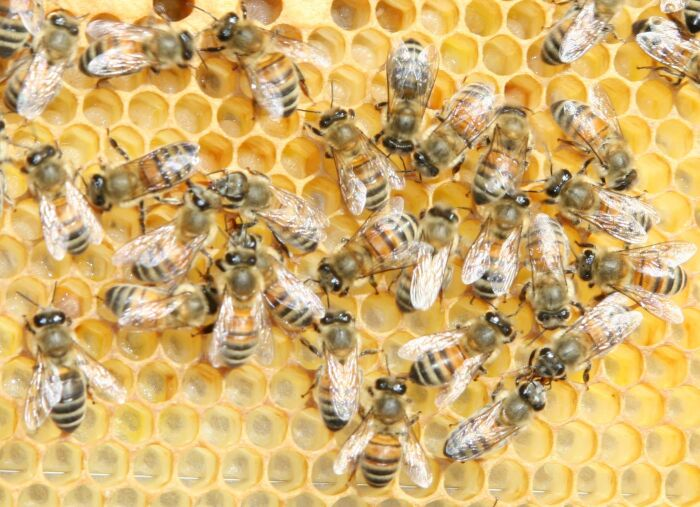
Abeilles Buckfast

En 1898, naît Karl Kehrle à Mittelbiberach, en Allemagne du Sud, près du lac de Constance. À onze ans, il entre dans le couvent de l'Abbaye bénédictine de Buckfast en Angleterre. Il est choisi comme assistant pour le rucher du monastère. 
La maladie de l'Île de Wight, causée par la « mite trachéale » Acarapis woodi, atteint alors les abeilles du Royaume-Uni et décime les populations d'abeilles de la région. Pendant l'automne 1915, l'inspecteur d'apiculture du comté prévoit l'extermination totale des abeilles pour le printemps suivant, et, effectivement, il s'est ensuivi une catastrophe apicole générale. Le rucher du monastère a été dévasté par cette maladie d'Acarapis woodi. Sur 46 colonies d'abeilles, seulement 16 colonies ont survécu, des ruches d'Apis mellifera carnica et d'Apis mellifera ligustica. Toutes les abeilles indigènes disparaissaient. Inspiré par ses propres observations sur la résistance de races étrangères à cette maladie, Karl Kehrle imagine alors le premier essai de ce qui deviendra l'abeille Buckfast. Le rucher de l'abbaye se remet vite, et compte 100 colonies à la fin de l'automne 1917.
Après divers voyages, il introduit en 1958 une nouvelle combinaison d'origine grecque dans sa souche principale. Il résulte du croisement un caractère clairement moins agressif que la souche basique. L'abeille Buckfast est améliorée avec un nouveau croisement entre Apis mellifera anatoliaca et la souche Buckfast, croisement qui sera ensuite étudié pendant de nombreuses années.
Le 2 février 1992, à 93 ans, il renonce à son poste d'apiculteur de l'abbaye, et a la permission de passer quelques mois dans sa ville natale, Mittelbiberach, avec sa nièce Marie Kehrle. À partir de 1993, il mène une vie retirée dans l'Abbaye de Buckfast et devient le plus ancien moine de la congrégation bénédictine anglaise. En 1995, à l'âge de 97 ans, il déménage à proximité dans un foyer d'anciens. Peter Donovan, son ancien assistant chargé de la banque génétique d'abeilles de l'abbaye, annonce sa mort le 1er septembre 1996. L'église de l'abbaye de Buckfast s'est retrouvée remplie d'une foule qui adressa un dernier au revoir au frère Adam, une des plus grandes personnalités de l'histoire de l'apiculture.

## Prix et distinctions reçues
En 1964, il est choisi pour être membre du conseil de l'Association de Recherche sur les Abeilles (Bee Research Association). Il continua ses études sur l'abeille Buckfast et ses voyages pendant les années 1970, recevant divers prix comme l'Ordre de l'Empire britannique (1973) et l'Ordre du Mérite de la République fédérale d'Allemagne (1974). Le 2 octobre 1987, il reçoit un doctorat honoris causa de la faculté d'agronomie de l'Université suédoise de Sciences Agricoles, et deux ans plus tard de l'Université d'Exeter en Angleterre.